# Micromoog

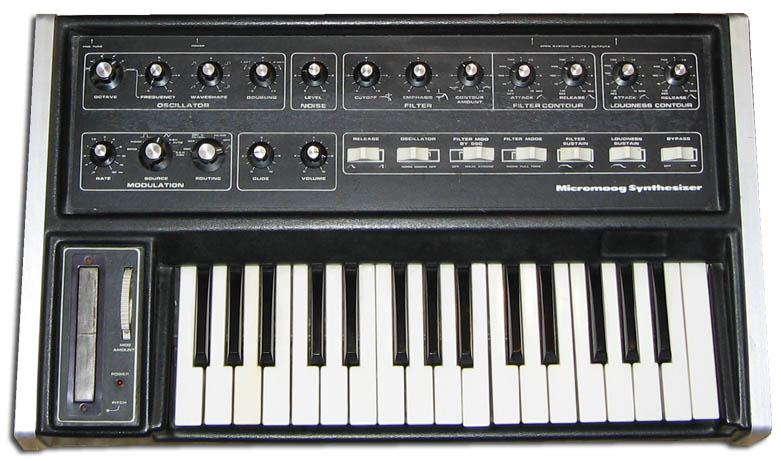
Moogs Micromoog

Micromoog är en monofonisk analog synthesizer som tillverkades av Moog Music åren 1975–1979.

## En enkel synt
Micromoogen konstruerades av Robert Moog och Jim Scott som ett ned-skalat, billigare  alternativ till Minimoog. Den konstruerades för att passa in på en marknad av musiker som önskade en introduktion till syntmusiken, men inte hade råd med Minimoogen, som kostade 1500 dollar. Den är därför extremt enkel i designen. Det är en monofonisk synt och har en varierad vågform VCO. Den har ett –24dB per oktav lågpassfilter med våggenerator, en VCA, brusgenerator, samplings- och minneskrets, LFO, och modulation routing. Den har en 32-tangenters keyboard och var en av de första syntarna som hade en inbyggd touch-kontroll (ribbon controller), för variation av tonen (Pitchbend). Micromoog har in ljudingång som tillåter anslutning av externa ljudkällor att köras genom filtret och VCA. Den är också utrustad med ingångskontroller, ett kontrollsystem pre-MIDI som möjliggör enheten att bli kontrollerad av andra Moogsyntar.
Som hände för många av Moog Musics produkter, lanserade ARP sin produkt Axxe för att konkurrera med Micromoog. Den hade också en VCO, men erbjöd en mer robust konstruktion och större möjligheter att variera parametrarna.
Micromoog utgjorde basen för den senare utvecklade Multimoog, som hade ett liknande utseende men var mer generöst utrustad med syntesizer bestående av två VCO, ett större 44 tangenters keyboard, större möjligheter till modulation och en tidig utveckling av keyboard med aftertouch-funktioner.

## Filtermodifiering
Det har visat sig att Micromoogen har ett "fel" som begränsar basen. En modifieringsåtgärd sägs dock göra så att Micromoogen kan mäta sig med Minimoogen (på en-oscillatornivå).